# Comté de Santa Cruz (Arizona)
Pour les articles homonymes, voir Comté de Santa Cruz.
Le comté de Santa Cruz, en anglais : Santa Cruz County, est situé dans l'État de l'Arizona, aux États-Unis. Fondé en 1899, son siège de comté est la ville de Nogales. Lors du recensement de 2020, la population s'élève à 47 669 habitants.

## Comtés adjacents
| Comté de Pima   |                                   |                  |
|                 | comté de Santa Cruz               | Comté de Cochise |
| Sàric (Mexique) | Nogales Santa Cruz (es) (Mexique) |                  |

## Politique
En raison de sa population majoritairement hispanique, le comté de Santa Cruz tend généralement vers les démocrates.

## Démographie
Lors du recensement de 2010, le comté comptait une population de 38 066 habitants. Elle est estimée, en 2017, à 47 420 habitants.

Pyramide des âges du comté de Santa Cruz (2000).

Selon l'American Community Survey, pour la période 2011-2015, 75,70 % de la population âgée de plus de 5 ans déclare parler l’espagnol à la maison, 23,24 % déclare parler l'anglais et 1,06 % une autre langue.
| 1900  | 1910  | 1920   | 1930  | 1940  | 1950  |
| ----- | ----- | ------ | ----- | ----- | ----- |
| 4 545 | 6 766 | 12 689 | 9 684 | 9 482 | 9 417 |

| 1960   | 1970   | 1980   | 1990   | 2000   | 2010   |
| ------ | ------ | ------ | ------ | ------ | ------ |
| 10 808 | 13 966 | 20 459 | 29 676 | 88 381 | 47 420 |

| 2020   | - | - | - | - | - |
| ------ | - | - | - | - | - |
| 47 669 | - | - | - | - | - |